# Bazoches-sur-Hoëne

Bazoches-sur-Hoëne este o comună în departamentul Orne, Franța. În 1 ianuarie 2022 avea o populație de 833 de locuitori.